# Svorska
Svorska eller svorsk (av "svenska" och "norsk") är en benämning på en blandning av svenska och norska, i synnerhet norska med inblandade svenska ord, eller norrmäns försök att prata svenska. Svorska dyker ofta upp i TV- och radioprogram med deltagare från både Sverige och Norge där norska och svenska ord eller språkliga blandningsformer används om varandra i samma mening för att göra det lättare för publiken att förstå. Särskilt i samband med TV-programmet Skavlan år 2009 och framåt, där den norske programledaren Fredrik Skavlan blandar in svenska ord när han intervjuar svenskar, har åtminstone i Norge hans språk betecknats som "svorsk". Ordet svorska är ett teleskopord av svensk-norska sammantryckt. Ett stort antal svenskar bosatta eller anställda i Norge talar i varierande grad svorska.
Svenska lånord och uttrycksformer i norska eller andra språk kallas svecismer, medan norska lånord och uttrycksformer i svenska eller andra språk kallas norvagismer.